# 野性之聲
《野性之聲》（日语：ワイルドライフ）是藤崎聖人在週刊少年Sunday上連載的日本漫畫，從2003年2號開始到2008年8號完結，全234話，27冊。2006年第51回小學館漫畫賞獲獎。
2008年由NHK電視台製作成由市原隼人主演的真人版電視劇，並由GAGA負責電影制作，電影於2009年上映。

## 劇情簡介
有絕對音感的獸醫岩城鐵生，為挽救行將消失的生命，進入盟央大的附屬R.E.D獸醫組織，用天生的能力與熱情，每天持續作戰，救助動物們的生命，逐漸改變腐敗的盟央大的熱血獸醫故事。

## 登場人物

### 主要人物
岩城鐵生
3月21日生。O型血。特徵是染了一頭金髮。
故事的主角。具備絕對音感，有熱心的年輕的獸醫。畢業於三流大學，曾在R.E.D.第2科「WILD LIFE」的野生生物專科裡工作，現在轉移到盟央大救助動物的生命，逐漸改變盟央大的人的心。性格是感覺遲鈍。容易忽然生氣，易被別人的辛辣的言行挑釁。難對付的東西是幽靈。飯量大，愛好駕車遠遊。
曾在2004年的動畫烘焙王客串過兩集。
陵刀 司
1960年8月6日生。血液型OK（a-）型。
故事的准主人公。盟央大的教授。和鐵生同樣為了改變盟央大而轉到盟央大。原來是「WILD LIFE」的主任。在美國度過年幼期，22歲時同時拿到獸醫執照和醫生執照的天才中的天才。獸醫學的權威·陵刀遣威的兒子，有從小開始跟著父親觀察各種動物的豐富的經驗，掌握著看穿病癥的「絕對眼力」，能力也是絕世。
瀨能 みか
5月13日生。B型血。
永田似園出身的R.E.D.的獸看護士。當初作為與鐵生同樣的新人參加R.E.D.。與鐵生一起救助動物的生命。溫柔和善，不過，也有稍微軟弱的一面。傾慕熱血獸醫師鐵生，對鐵生的戀愛感情隱約地呈現。

### R.E.D.
在日本唯一有救護車的獸醫醫院。
高宮 澄弘
11月3日生。A型血。
R.E.D.的院長。出身至今不明。單身。R.E.D.最強的男人。
鞍智 久孝
9月15日生。A型血。
鐵生的同期生。以大學院出身的傑出人物登場初期和鐵生有糾紛。有在澳大利亞和伊拉克等的經驗。由於那時操勞的原因成為了白髮。
美坂 洋平
司的晚輩原R.E.D. No.1的手術天才。因為獨生子死去而酒精依賴，在鐵生和澄弘的勸導后復歸。現在仍是R.E.D.的No.1，不過，出場的幅度下降。

### 盟央大
觀月 和香
盟央大的研修医。名字來歷是女藝人觀月亞里莎和井上和香。
和賀 真二
盟央大獸醫学部4年生。廣島出身。看起來不良，但是成績進入前5名的優等生的情況。仰慕鐵生。
為田 民生
和賀的級友。與和賀同様仰慕鐵生。同樣是金髮，不過，是天生的頭髮。
平波 零
盟央大的第一外科學部長。開始討厭鐵生，不過，在給狗的手術的共同工作承認鐵生。從前以心外科醫生為目標。
安座間 隆一
盟央大的校長附屬醫院的院長。為改變盟央大而奮戰。
黒木 結子
盟央大的助教授。與鐵生一起擔任夜間診療。名字來歷是女演員黑木瞳和竹內結子。
鉢邊教授
盟央大的第三外科的教授。盟央大手段最壞的教授，盟央大首創者的孫子現理事長的兒子。戀慕結子。是otaku。
八尋（死領） 巧
新進入盟央大工作的神秘的青年。藍色頭髮。原在美國工作著，因夜間診療回日本。是原渡的同父異母弟弟。好像中意鐵生，不過，實際目的不明。現在長期休假中。

### 其他關係者
宝生 紗戶音
声 - 白石涼子
2月24日生。血液型A型。
鐵生的青梅竹馬。現在與鐵生住在一起。
小竹 佳世子
宝生的同事。
矢納 龍二
鐵生和宝生的好友。
死領 原渡
獸醫師，精明強幹的獵人。極惡殘忍，陵刀曰「純粹喜好殺人」。
陵刀 遣威
12月8日生。血液型OK（a-）型。
司的父親。帝都大的名譽教授掌握獸醫學會全體巨大的權力。有著年輕的外表。

## 出版書籍
| 冊數 | 小學館         | 小學館                 | 東立出版社     | 東立出版社             |
| 冊數 | 發售日期       | ISBN                   | 發售日期       | ISBN                   |
| ---- | -------------- | ---------------------- | -------------- | ---------------------- |
| 1    | 2003年4月18日  | ISBN 4-09-126421-2     | 2003年12月19日 | ISBN 986-11-3366-6     |
| 2    | 2003年6月18日  | ISBN 4-09-126422-0     | 2004年4月7日   | ISBN 986-11-3367-4     |
| 3    | 2003年8月8日   | ISBN 4-09-126423-9     | 2004年5月13日  | ISBN 986-11-4185-5     |
| 4    | 2003年11月18日 | ISBN 4-09-126424-7     | 2004年7月2日   | ISBN 986-11-4186-3     |
| 5    | 2004年1月17日  | ISBN 4-09-126425-5     | 2004年9月21日  | ISBN 986-11-4519-2     |
| 6    | 2004年3月18日  | ISBN 4-09-126426-3     | 2005年1月25日  | ISBN 986-11-5027-7     |
| 7    | 2004年5月18日  | ISBN 4-09-126427-1     | 2005年1月25日  | ISBN 986-11-5273-3     |
| 8    | 2004年9月17日  | ISBN 4-09-126428-X     | 2005年2月16日  | ISBN 986-11-5804-9     |
| 9    | 2004年10月18日 | ISBN 4-09-126429-8     | 2005年3月14日  | ISBN 986-11-6065-5     |
| 10   | 2004年12月17日 | ISBN 4-09-126430-1     | 2005年3月24日  | ISBN 986-11-6202-X     |
| 11   | 2005年2月18日  | ISBN 4-09-127191-X     | 2005年7月2日   | ISBN 986-11-6658-0     |
| 12   | 2005年5月18日  | ISBN 4-09-127192-8     | 2005年9月1日   | ISBN 986-11-7154-1     |
| 13   | 2005年7月15日  | ISBN 4-09-127193-6     | 2005年11月22日 | ISBN 986-11-7385-4     |
| 14   | 2005年9月16日  | ISBN 4-09-127194-4     | 2006年2月8日   | ISBN 986-11-7693-4     |
| 15   | 2005年12月15日 | ISBN 4-09-127195-2     | 2006年2月1日   | ISBN 986-11-7971-2     |
| 16   | 2006年1月18日  | ISBN 4-09-120049-4     | 2006年3月28日  | ISBN 986-11-8158-X     |
| 17   | 2006年4月18日  | ISBN 4-09-120347-7     | 2006年7月24日  | ISBN 986-11-8434-1     |
| 18   | 2006年6月16日  | ISBN 4-09-120438-4     | 2006年9月12日  | ISBN 986-11-8703-0     |
| 19   | 2006年9月15日  | ISBN 4-09-120626-3     | 2007年1月18日  | ISBN 978-986-11-9114-0 |
| 20   | 2006年12月16日 | ISBN 4-09-120700-6     | 2007年4月12日  | ISBN 978-986-11-9857-6 |
| 21   | 2007年2月16日  | ISBN 978-4-09-121009-8 | 2007年6月11日  | ISBN 978-986-11-9858-3 |
| 22   | 2007年5月18日  | ISBN 978-4-09-121060-9 | 2007年9月13日  | ISBN 978-986-10-0123-4 |
| 23   | 2007年8月10日  | ISBN 978-4-09-121164-4 | 2008年3月24日  | ISBN 978-986-10-0591-1 |
| 24   | 2007年11月16日 | ISBN 978-4-09-121209-2 | 2008年4月25日  | ISBN 978-986-10-1053-3 |
| 25   | 2008年3月18日  | ISBN 978-4-09-121299-3 | 2008年7月14日  | ISBN 978-986-10-1631-3 |
| 26   | 2008年4月18日  | ISBN 978-4-09-121384-6 | 2008年7月31日  | ISBN 978-986-10-1770-9 |
| 27   | 2008年6月18日  | ISBN 978-4-09-121409-6 | 2008年10月7日  | ISBN 978-986-10-2102-7 |

## 電視劇
電視劇以「野性之聲～無國界獸醫組織R.E.D」為標題，2008年3月24日23:05-24:35、25日22:30-24:00 NHK BShi，7月31日19:30-20:43、8月1日22:45-23:58 NHK綜合頻道播放。
當初全3話預定，由于發生了秋田縣的秋田市大森山動物園的长颈鹿母子在攝影數日後相繼衰弱死亡的事態，故事的製作中止。长颈鹿的暴卒和攝影有無直接的因果關係不明。

### 演員
- 岩城鐵生：市原隼人
- 陵刀司：玉山鐵二
- 劉美香（瀬能みか）：仲里依紗
- 美坂洋平：吹越満
- 高宮澄弘：柄本明

### 主題歌
- PINC INC

作詞：碧井椿　作曲：大野愛果　編曲：森下志音
- 發售日期：2007 年 3 月 19 日
- 唱片公司：GIZA studio （台灣由[日商美音亞洲股份有限公司]代理發行）
- 單曲編號：GZCA-7109

### 制作人員
- 原作：藤崎聖人
- 原案協力：林正人、冠茂
- 原作企画協力：木村恵之
- 編劇：山田太郎、川島透（第1話）、まなべゆきこ（第2話）
- 導演：川島透（第1話）、塙幸成（第2話）

### 放送日期、標題以及收視率
| 各話                                           | 放送日        | 標題 | 收視率 |
| ---------------------------------------------- | ------------- | ---- | ------ |
| 第1話                                          | 2008年7月31日 | !    | 6.1%   |
| 第2話                                          | 2008年8月1日  |      | 3.8%   |
| 平均收視率5.0%（Video Research調查，関東地区） |               |      |        |

## 電影
以電視劇原班演員陣容，由GAGA負責電影制作，在非洲、北極等地完成外景拍攝，計劃於2009年上映。

## 外部連結
- 小學館官方網站 （页面存档备份，存于）（日語）
- 電視劇官方網站（日語）